# Горское (город)
Го́рское (укр. Гірське́) — город в Северодонецком районе Луганской области Украины. До 7 октября 2014 года был в составе Первомайского городского совета Луганской области.
С 24 июня 2022 года находится под российской оккупацией. Согласно законодательству Украины является временно оккупированной территорией.

## Географическое положение
Город расположен в бассейне речки Беленькая, правый приток реки Северский Донец.

## История
Город с 1938 года.
В ходе Великой Отечественной войны 11 июля 1942 года город был оккупирован наступавшими немецкими войсками. 8 февраля 1943 года город освобождён от гитлеровских германских войск войсками Юго-Западного фронта в ходе Ворошиловградской операции. 3 марта 1943 года город оккупирован вторично. 3 сентября 1943 года освобождён войсками Юго-Западного фронта в ходе Донбасской операции.
В 1970 году основой экономики города являлась добыча каменного угля, здесь действовали обогатительная фабрика и хлебокомбинат.
В январе 1989 года численность населения составляла 13 559 человек, основой экономики в это время являлась добыча каменного угля.
В июле 1995 года Кабинет министров Украины утвердил решение о приватизации находившегося здесь совхоза.
В январе 2013 года численность населения составляла 10 131 человек.
22 июня 2014 года Национальная гвардия Украины восстановила контроль над городом в ходе вооружённого конфликта на востоке Украины.
С 24 июня 2022 года находится под российской оккупацией.

## Население
В 2018 году в городе проживало 9699 человек.

### Языковой состав
По данным переписи 2001 года 53,20 % населения города указали украинский язык родным, 41,63 % — русский, 5,17 % — другие языки.

## Экономика
Добыча каменного угля (ГОАО Шахта «Горская» ГП «Первомайскуголь»).

### Транспорт
Находится у железнодорожной станции Шипилово (на линии Родаково — Красный Лиман).
Развито автобусное сообщение. На автобусах можно добраться до городов Луганск, Северодонецк, Лисичанск, Первомайск, Стаханов, Антрацит, Алчевск, Красный Луч и других.

## Известные люди
- Пётр Осипович Болото — Герой Советского Союза. Жил и работал в городе после Великой Отечественной войны.
- Владимир Петрович Кононов — министр обороны Донецкой Народной Республики (c 14 августа 2014 года), генерал-лейтенант; первый человек, удостоенный звания Герой ДНР (3 октября 2014 года)[14]. Родился и жил в городе.